# Agrippina die Ältere

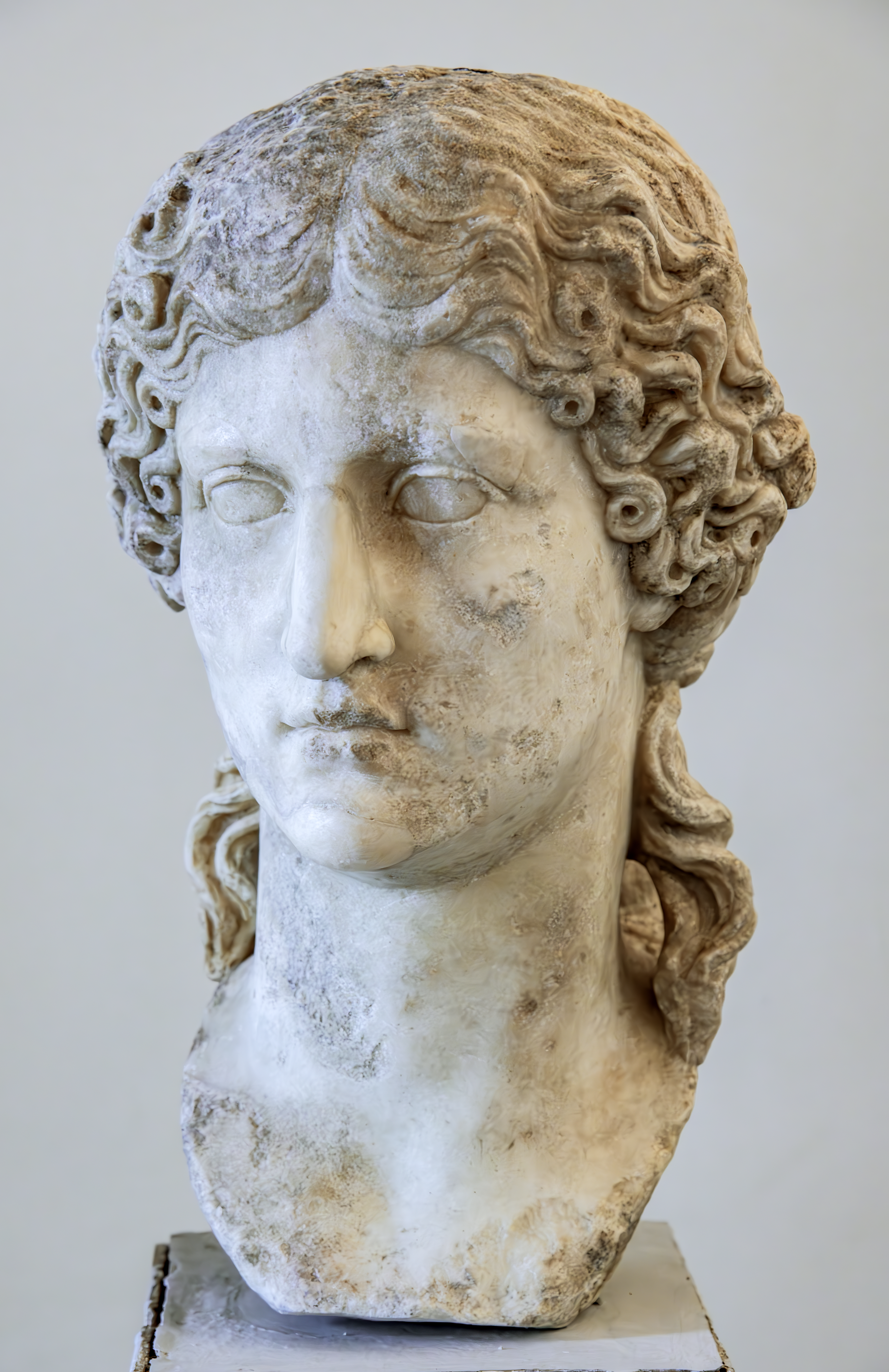
Agrippina die Ältere

Vipsania Agrippina (* 14 v. Chr.; † 18. Oktober 33 n. Chr. auf Pandateria), oft kurz Agrippina maior (Agrippina die Ältere) genannt, war eine Angehörige der julisch-claudischen Dynastie und Mutter des römischen Kaisers Caligula.

## Leben

### Kindheit und Familie

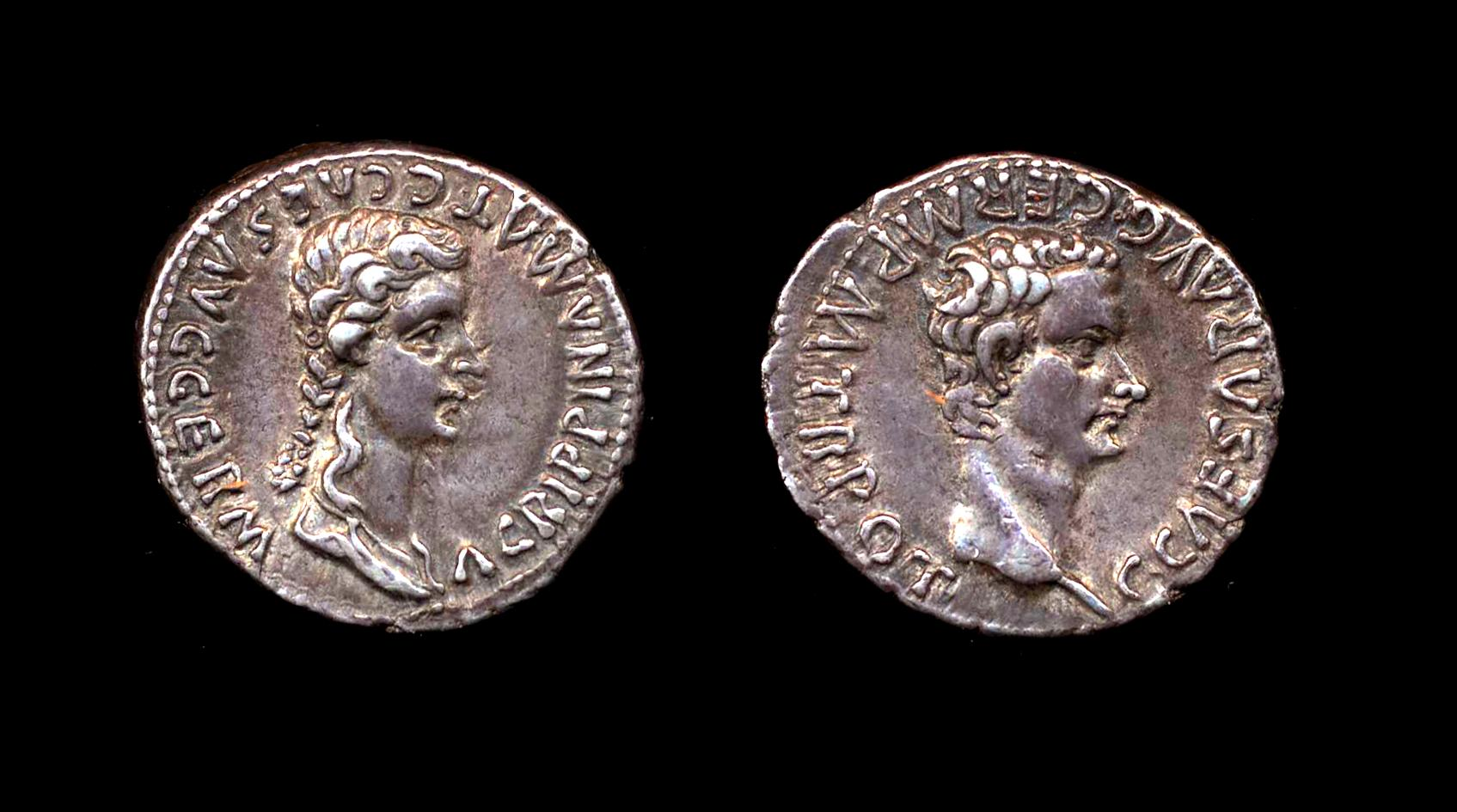
Münze des Caligula mit Porträt der Agrippina

Agrippina war eine Tochter von Augustus’ Freund und Schwiegersohn Marcus Vipsanius Agrippa und Iulia, der Tochter des Kaisers. Sie wurde vermutlich in Mytilene geboren, während ihre Eltern die östlichen Provinzen bereisten. Nach dem Tod ihres Vaters 12 v. Chr. und der Wiederverheiratung ihrer Mutter mit Tiberius wuchs sie mit ihren vier Geschwistern am Kaiserhof auf. Augustus selbst nahm wie bei allen seinen Enkelkindern großen Einfluss auf ihre Erziehung entsprechend den altrömischen Tugenden. In einem Brief lobte er laut Sueton ihre Talente und guten Anlagen. Während Augustus zu Agrippina stets ein gutes Verhältnis hatte, verbannte er ihre Mutter Iulia bereits 2 v. Chr., wegen ihres unsittlichen Lebenswandels, ein Schicksal, das zwei ihrer Kinder, Agrippa Postumus und Iulia, wenige Jahre später ebenfalls ereilte. Die beiden älteren Brüder Agrippinas, Gaius Caesar und Lucius Caesar, die ihr kaiserlicher Großvater als seine Nachfolger adoptiert hatte, starben 2 bzw. 4 n. Chr., worauf Augustus Tiberius, den Sohn seiner Frau Livia Drusilla, adoptierte, der seinerseits seinen Neffen Germanicus als Sohn annehmen musste.

### Ehefrau des Germanicus
Auf Augustus’ Weisung hin wurde Agrippina spätestens 5 n. Chr. mit dem ein Jahr älteren potentiellen Kaisernachfolger Germanicus verheiratet. Mit ihm hatte sie insgesamt neun Kinder, von denen Nero Caesar, Drusus Caesar, Gaius (der spätere Kaiser Caligula), Agrippina die Jüngere (die Frau des Claudius und Mutter Neros), Drusilla und Iulia Livilla das Kleinkindalter überlebten.
Sie begleitete ihren Mann  während der Jahre 14 bis 16 nach Germanien, wo sie bei den Soldaten ob ihrer vorbildhaften Tugend und Treue zu Germanicus, aber auch wegen ihres unbezähmbaren Willens großes Ansehen besaß. Als während der Schlacht an den Pontes longi eine germanische Streitmacht über die Rheinbrücke zu setzen drohte, nahm sie selbst das Kommando der Truppen in die Hand und verhinderte die Zerstörung der Brücke, so dass die Truppen des Aulus Caecina Severus sich auf das linke Rheinufer zurückziehen konnten. Caecina sprach sich nach Germanicus’ Tod trotzdem dafür aus, Statthaltern die Mitnahme ihrer Frauen in die Provinzen zu untersagen. Auch bei der Niederschlagung der Meuterei der Rheinlegionen nach dem Tod des Augustus spielte sie eine entscheidende Rolle, was ihr den Neid des Tiberius einbrachte.
Nach Augustus’ Tod 14 n. Chr. wurde Germanicus nach Rom zurückgerufen und mit einem Triumph geehrt. Im Jahr 17 wurde er in den Osten des Reiches gesandt. Auch auf dieser Reise begleitete Agrippina ihn und gebar auf der Insel Lesbos ihr letztes Kind, Iulia Livilla. 19 n. Chr. verstarb Germanicus unter mysteriösen Umständen in Antiochia am Orontes.

### Witwe des Germanicus
Agrippina brachte Germanicus’ Asche nach Rom zurück. Für den Tod ihres Mannes machte sie den Statthalter der Provinz Syria, Gnaeus Calpurnius Piso, und dessen Frau Munatia Plancina, eine Freundin der Kaiserin Livia, verantwortlich und bezichtigte damit letztlich, wie auch Tacitus annahm, den Kaiser selbst, den beliebten Konkurrenten aus dem Weg geschafft zu haben. Fortan kämpfte sie für den Anspruch ihrer Söhne. Ihr Verhältnis zu Tiberius blieb gespannt, auch nachdem der Kaiser im Jahr 23 ihre beiden ältesten Söhne nach dem Tod seines eigenen Sohnes Drusus als Nachfolger adoptiert hatte. Er verweigerte ihr die Erlaubnis, sich wieder zu verheiraten.

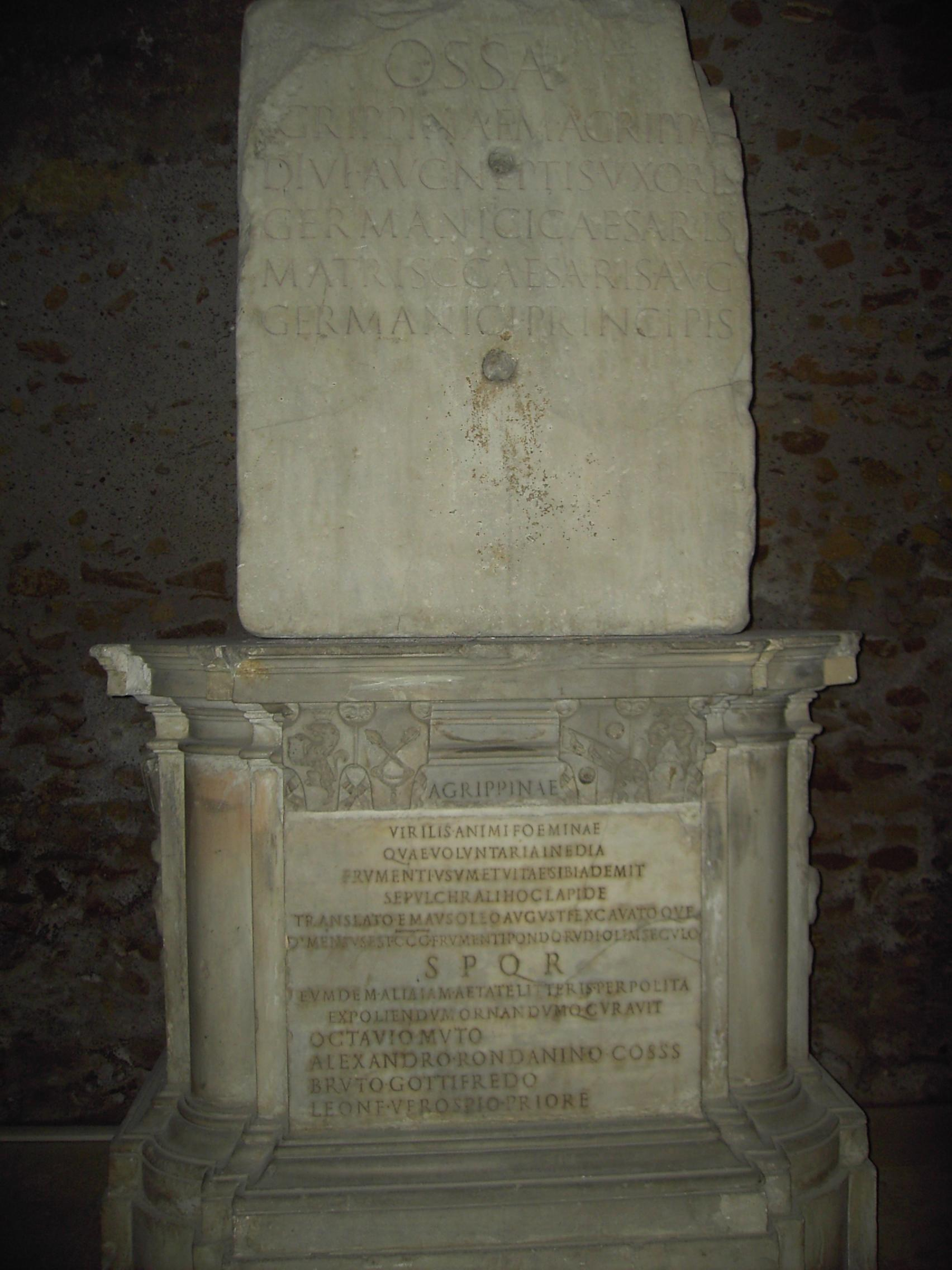
Grabstein der Agrippina

26 unternahm der Prätorianerpräfekt Lucius Aelius Seianus, der mehr und mehr die Macht in Rom an sich zog, einen indirekten Angriff auf Agrippina, indem er Gnaeus Domitius Afer veranlasste, ihre Freundin und Cousine Claudia Pulchra wegen angeblicher Vergiftung des Kaisers der Hexerei und Unzucht anzuklagen. Trotz Agrippinas Protest bei Tiberius wurde Claudia verurteilt und in die Verbannung geschickt, aus der sie nicht nach Rom zurückkehrte. 27 redete Seianus Agrippina ein, Tiberius wolle sie vergiften. Sie wies daraufhin bei einem Festmahl alle Speisen zurück, auch die, die ihr Tiberius persönlich reichte. Tiberius verzieh ihr diese Beleidigung nicht und hielt sie die folgenden Jahre unter Hausarrest. Im Jahr 29, nachdem Tiberius sich nach Capri zurückgezogen hatte und Livia gestorben war, wurde Agrippina gemeinsam mit ihrem ältesten Sohn Nero Caesar der Verschwörung angeklagt und auf die Insel Pandataria verbannt, wo schon ihre Mutter einige Jahre ihres Exils verbracht hatte. Ihr zweiter Sohn, Drusus Caesar, wurde ein Jahr später in Kerkerhaft genommen. Nach dem Tod ihrer beiden ältesten Söhne, Nero 30 auf Pontia und Drusus 33 in Rom, der im Gefängnis verhungerte, starb auch Agrippina 33 n. Chr. im Alter von 47 Jahren freiwillig auf der Insel Pandateria den Hungertod.

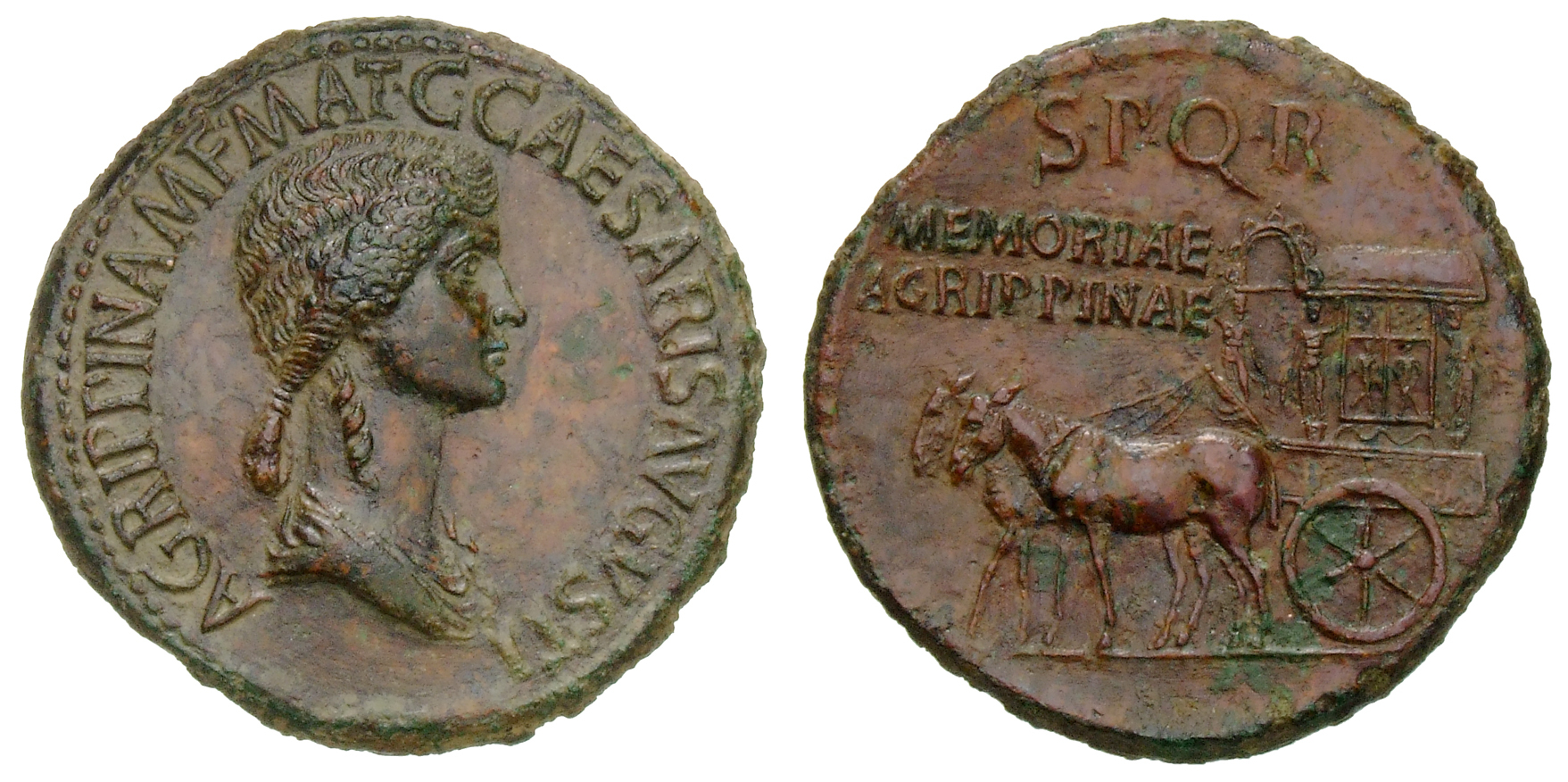
Münze des Kaisers Caligula mit dem Porträt Agrippinas der Älteren auf der Vorderseite und einem Wagen (carpentum) sowie der Beischrift „Memoriae Agrippinae“ („Dem Andenken der Agrippina“) auf der Rückseite

Von ihren Söhnen hatte nur Gaius Caesar, später Caligula genannt, überlebt, der nach dem Tod des Tiberius 37 dessen Nachfolger wurde. Er ließ dann ihre Urne und die seiner Brüder im Augustusmausoleum beisetzen, Münzen mit ihrem Porträt prägen und veranstaltete zu ihrem Gedächtnis Feiern und Circusspiele. Ihre Biographie verfasste laut Sueton ihre Tochter Agrippina (die Jüngere).

## Charakter

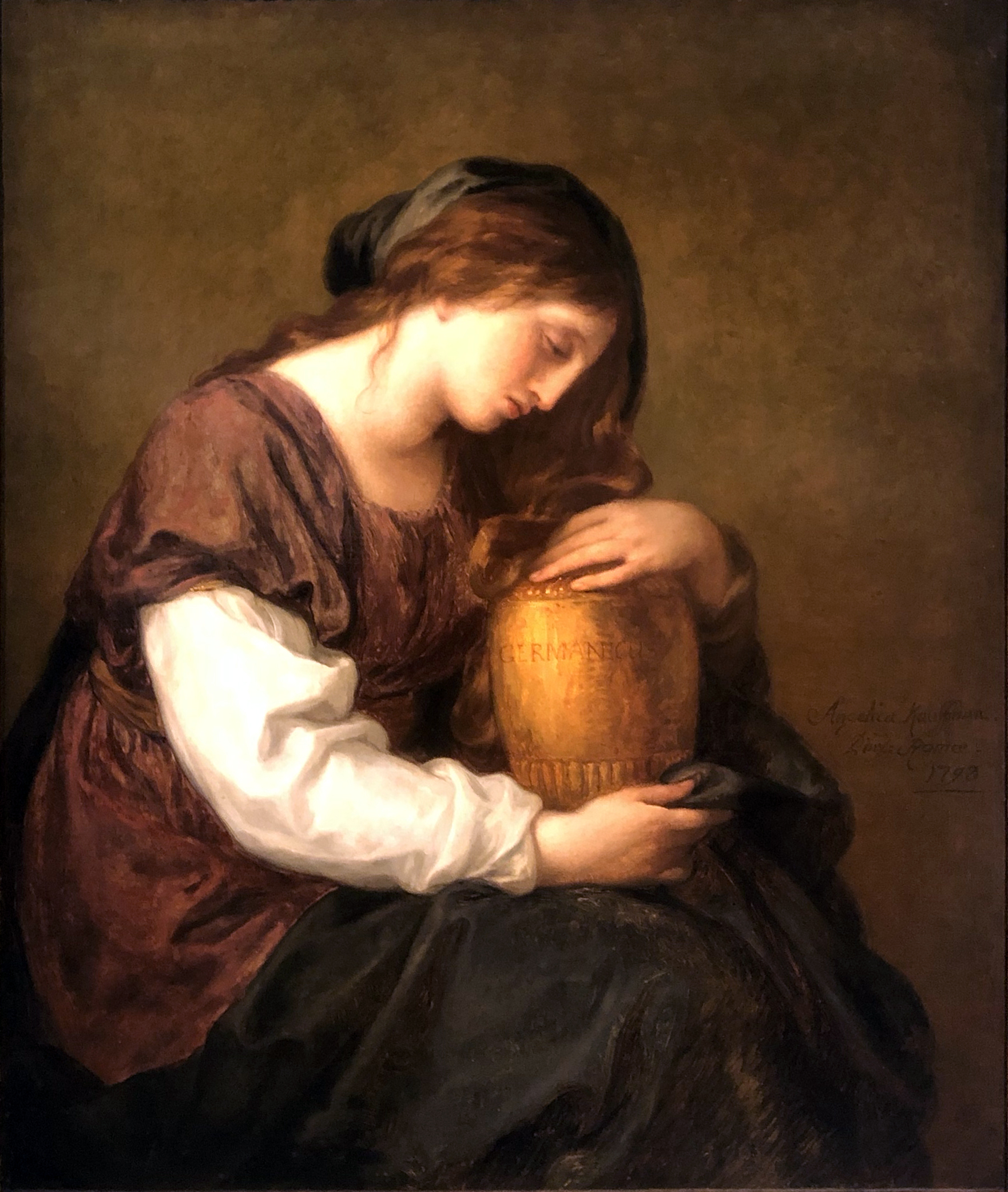
Agrippina trauert über der Urne des Germanicus, Angelika Kauffmann (1793), Kunstpalast Düsseldorf

Tacitus schrieb Agrippina ein leidenschaftliches Gemüt zu, aber auch Sittenreinheit und Liebe in der Ehe. Als Mutter führte sie ihre Aufgaben selbst in den entlegenen Heereslagern am Rhein aus. Mehrere Taten sprechen von großer Selbstständigkeit und wurden, obwohl ungewöhnlich für römische Frauen, überwiegend positiv aufgefasst. Ihr Charakterzug soll jedoch in einigen Provinzen auch zu Problemen geführt haben.